# コペンハーゲン解釈
コペンハーゲン解釈（コペンハーゲンかいしゃく、英: Copenhagen interpretation）は、量子力学の解釈の一つである。それが何を指すかについて論者によってかなり幅があり、一致した見解はない。共通している点としては、「量子力学は本質的に非決定論的であり、測定によって特定の観測結果が得られる確率がボルンの規則に従うこと」がある。
量子力学を建設したボーアやハイゼンベルクたちの解釈を指すという意味で使われるが、両者の間にはかなり解釈の不一致がある。フォン・ノイマンが整備した量子力学の標準的な数学的手法に従う、という意味で使われることもある。
「コペンハーゲン解釈」という名称は、デンマークの首都コペンハーゲンにあるボーア研究所に由来する。

## コペンハーゲン解釈とは何か
コペンハーゲン解釈という言葉は、1955年にハイゼンベルクによって初めて使われた。ハイゼンベルクは、量子力学には1927年から統一された解釈があると論じ、そのような認識が拡散したが、実際にはコペンハーゲンでボーアに影響を受けた者たちの間でも解釈にはかなり不一致がある。この言葉が広まった後に、様々な論者が様々な観点をコペンハーゲン解釈に結び付けた。アッシャー・ペレスは2002年に、コペンハーゲン解釈の意味は論者ごとに異なり、ときには正反対の定義が提示されると記した
。
コペンハーゲン解釈はまた、量子力学を数学的に整理したフォン・ノイマンの考え方、およびその計算手法に従うという意味で用いられる場合もある。これには単に計算できればいいという道具主義的な立場を含む。デヴィッド・マーミンは1989年に以下のように記した。「コペンハーゲン解釈を一文で要約するように言われたらこうなるだろう。『黙って計算しろ！』」。
ボーアやハイゼンベルクらの解釈を「コペンハーゲン解釈」、ノイマン流の考えを根幹とした解釈を「標準解釈」と呼び分ける場合もある。
ノイマンが1932年に行った定式化は
- 量子系と観測者（観測装置）を分離する。2つの境界はどこに引いてもいい。
- 量子系の状態は、観測していないときはシュレディンガー方程式に従う
- 観測により波動関数が収縮して、1つの測定値が得られる
- どの測定値が得られるかは確率的であり、ボルンの規則に従う

というものである。ノイマンの定式化は現代でも通用する。またハイゼンベルクの考えもノイマンに近い。しかしボーアとハイゼンベルクには一致しない点も多い。量子系と観測者の境界は、ハイゼンベルクによれば古典物理学の法則で記述できる領域内なら自由に動かせるが、ボーアによれば実験装置の仕様によって固定される。またボーアは古典物理学のいくつかの概念は、境界のどちらの側でも意味があるに違いないと主張した（量子系と観測者の境界をハイゼンベルク切断といい、その位置で波動関数が収縮する。境界の位置を変えても測定結果と矛盾しないとしても、それをどこに置くかについては様々な主張がある）。
ノイマンは、物心平行論(物理現象と精神はお互いに直接的な影響を及ぼさないとする考え)は科学的世界観にとって基本的な要請として、そのためには、この境界はどこにでも置けなければならないと論じた。一方でハイゼンベルクは、観測者は人でも装置でも構わないが記録する機能のみを持ち、主観的な特徴を自然の記述に持ち込んではいけないと論じた。
ボーアは、量子系と観測者(観測装置)を分離する考えを認めなかった。波動関数の収縮という考えを初めて導入したのはハイゼンベルクである。しかしボーアが波動関数の収縮という考えに言及したことは一度もない。ボーアは完全に客観的とみなせる測定装置と対象との間の相互作用を論じ、その相互作用の不可逆性を強調した。そしてより主観的なハイゼンベルクの解釈とは距離を置いた。ボーアは相補性原理を解釈の中心に据えた。その代表的な例が、波と粒子の二重性である。ただ相補性は非常に曖昧であり、ボーアに近い人々の間でも認識が一致していない。
特定の強い哲学的主張はコペンハーゲン解釈とは区別されることが多い。例えば人の意識が波動関数の収縮を起こすとする解釈（en）や、波動関数に対して強い主観的な解釈をする量子ベイズ主義は、コペンハーゲン解釈とは区別されることが多い。どこまでがコペンハーゲン解釈に含まれるのか、についての合意はない。

## コペンハーゲン解釈の特徴
量子力学のある種の実験では、粒子が空間的な一点で検出される（厳密には位置だけでなく運動量についても言及しないといけないが、理解し易いように敢えて位置に絞って説明する）。同時に、例えば二重スリット実験で干渉縞が現れるということは、粒子が一方のスリットを通ったことと、もう一方のスリットを通ったことは排他的ではないことを示し、粒子が何らかの空間的な広がりを持つ（あるいは、かつて広がりを持っていた）ことも示している。そこで、観測前に波動関数が（空間的広がりをもち）シュレディンガー方程式に従うことと、観測時点では一点に収束していること、検出確率が波動関数の二乗に比例すること（ボルンの規則）の三つを合意事項として採用する解釈として、コペンハーゲン解釈が生まれた。なお、ボルンは波動関数は確率を決める知識にすぎないとする。一方、ハイゼンベルクは実験結果と整合させるためには、波動関数は何らかの実在でなければならないとした。
なお、量子力学において「観測」という場合は、人間の行為を指す一般的な語意とは違う意味で用いられることに注意する必要がある。何が理論上の観測（測定ともいう）に当たるかは、実験装置や人間も含んだ世界のうちのどの範囲を量子系として扱うかに依存する（同じ現象であってもモデル化の仕方に依存する）。量子力学の説明では、定義を曖昧にしたまま「観測」という言葉を安易に使っている事例も多々見受けられる。

量子力学では状態を計算するときに密度行列や状態ベクトル（波動関数も含む）を用いるが、コペンハーゲン解釈（標準解釈）では、測定による波動関数の収縮は、射影公準（射影仮説）という公理として与えられ、その背後に物理的メカニズムがあるかは問わない。シュレディンガー方程式内に収縮の数学的要因がある可能性については、量子力学の数学的枠組みから収縮を導出することができないことがフォン・ノイマンによって証明されている。量子デコヒーレンスにより状態間の干渉性が無くなることは示せるが、デコヒーレンスだけでは一つの固有状態を選び出すことができないため、波動関数の収縮を説明するには射影仮説が必要である。アルベルト・アインシュタインらは、波動関数に記述されていない未知の隠れた変数が存在するはずだと主張したが、今日において、隠れた変数説は極めて不利な立場に追い込まれている。ヒュー・エヴェレットは観測装置をも量子系に含める定式化を行なった。標準的な量子力学では量子系の外部の観測者として扱われるような部分もエヴェレットの定式化では通常の波動関数の時間発展と同様の変化として例外のない形で記述されるが、そのかわり観測できない無数の世界が生じる。

## 他の解釈など
量子力学について、コペンハーゲン以外の解釈をいくつか挙げる。
多世界解釈
エヴェレットの定式化に現実的意味を与えようとする試みの一つ。コペンハーゲン解釈では射影仮説というシュレディンガー方程式に含まれない処理が必要であるが、多世界解釈ではシュレディンガー方程式から予測される重ね合わせ状態は全て実現し、干渉性を喪失した世界が分岐していくと考えることで波束の収縮を回避する。多世界解釈はある意味で決定論的であり、初期条件が与えられれば未来の分岐する全ての世界の重ね合わせに相当する量子状態は一意に決定される。
フォン・ノイマン＝ウィグナー解釈
「人間の意識が量子の状態を決める」とする解釈。量子力学と哲学を関連づけて考えている者もいる。ただし、ノイマンは「物心並行論は科学的世界観にとって基本的な要請」であるとしており意識の作用について否定的である。「人間が状態を認知した瞬間」が「量子の状態が決まる瞬間」であることを前提としているが、その前提には理論的裏付けがなく、実験による確認もされていない。複数の検証不可能な仮定の積み重ねに基づいており、科学理論としての要件を満たしているとは言い難い。量子コンピュータにおいて、外部から侵入した光子や電子の影響によって量子ビットの状態が確定してしまう（と考えることもできる）量子エラーは人間の意識とは無関係に生じる。また、量子テレポーテーションでも同様のエラーが実験の障害となる。これら意識とは無関係に状態が確定すると考えることもできる。
ド・ブロイ=ボーム解釈
「パイロット波」なる未知の波が粒子の運動に影響を与えているとして、量子力学を古典力学の枠内で説明しようとする試みであり、シュレーディンガーの猫の問題は完全に解決できる。一時は成功したかのように見えたが、二個以上の粒子の運動を想定すると古典力学にない非局所的長距離相関が強く現れることが分かり、現在では完全に下火となっている。

確率過程量子化
古典論の粒子の酔歩によって波動性を説明する立場。酔歩の統計的性質は波動関数を再現するよう設定される。
粒子の波動性は一つの粒子に対する観測を幾千回、幾万回くり返し結果を集積することで現れる統計的性質に過ぎず、観測されなくても粒子一つ一つは必ず空間上のどこか特定の場所に存在していると考える。そして波動関数はその粒子の運動経路を確率的に表現するものと解釈する。この解釈の下では、量子論での1個の粒子の波動性は古典論での幾万もの粒子の挙動を平均化することで生じた錯覚ということになる。
素朴実在論ではあるが、決定論というわけでもない（決定論と解釈することもできる）。
客観的収縮理論
この理論ではシュレディンガー方程式を修正することで、波動関数の収縮が観測とは無関係に客観的に起きるとする。収縮がランダムに生じるとする自発的収縮理論や、重力により重ね合わせ状態が収縮するとするとするペンローズ解釈がある。これらは標準的な量子力学とは異なる現象が生じるので、実験的な検証ができる可能性がある。